# Statue di Amon come ariete che protegge re Taharqa
Almeno tre statue del dio Amon in forma di ariete che protegge il faraone Taharqa, in gneiss, si trovavano nel Tempio di Amon a Kawa, in Nubia. La costruzione del Tempio di Kawa, in pietra, ebbe inizio nel 683 a.C. per ordine del faraone Taharqa (690–664 a.C.) della XXV dinastia egizia. L'ariete, Ovis aries, era uno degli animali sacri al supremo dio Amon, e numerosi templi dedicati al dio (fra cui quello principale di Karnak) contenevano sculture di arieti o di sfingi dalla testa d'ariete.

## Scoperta
Gli arieti furono rinvenuti dal Prof. Francis Llewellyn Griffith durante la campagna di scavi del 1930–1 nel sito del Tempio. Due coppie di piedistalli in arenaria, rispettivamente di fronte al primo e al secondo pilone del Tempio, furono scoperti nell'ambito dello scavo sul lato occidentale; contemporaneamente furono trovate due di queste statue di Amon-ariete. Il "compagno" dell'ariete al British Museum di Londra si trova all'Ashmolean Museum di Oxford, insieme a molti altri reperti di Kawa. 

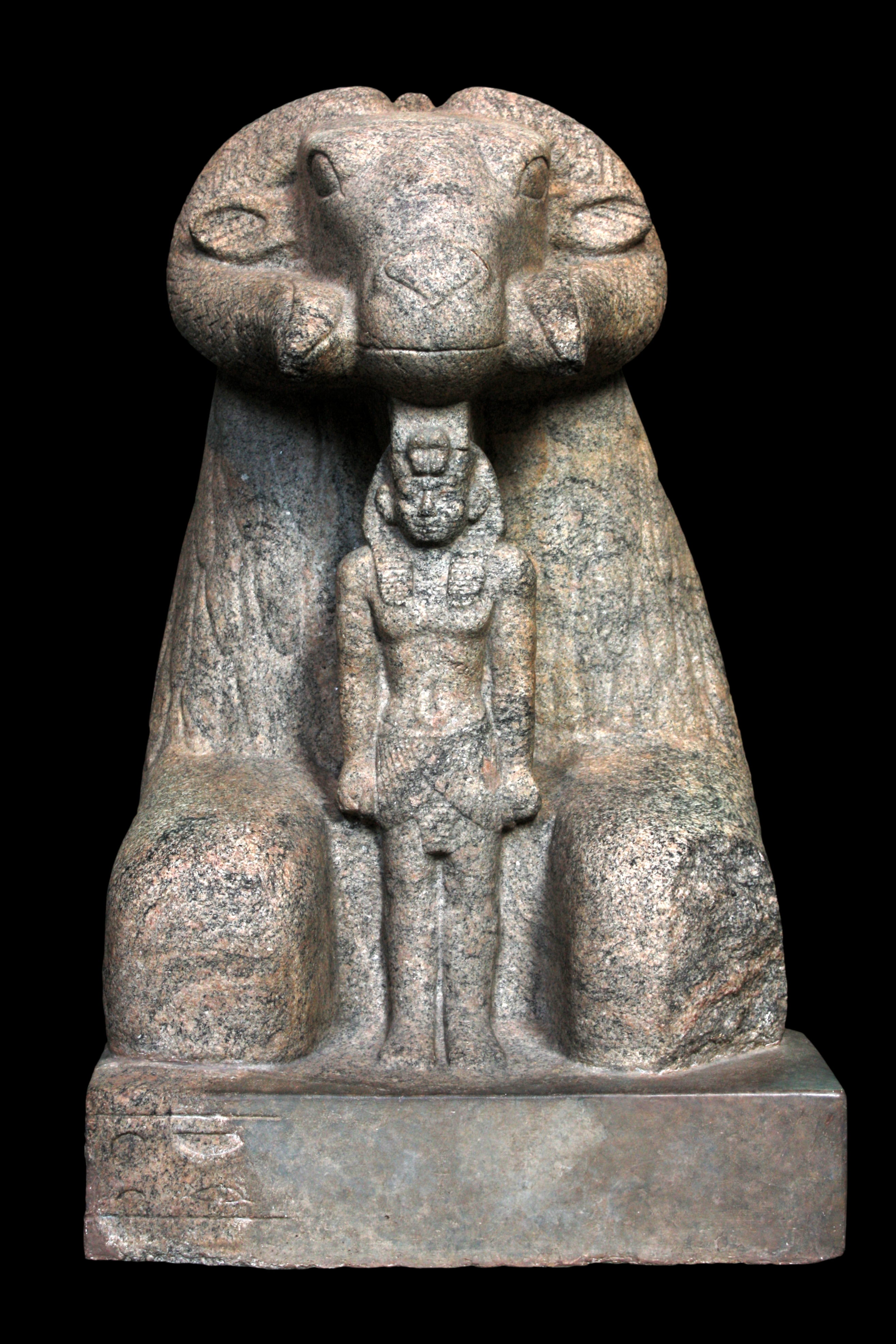
L'esemplare al British Museum, Londra.
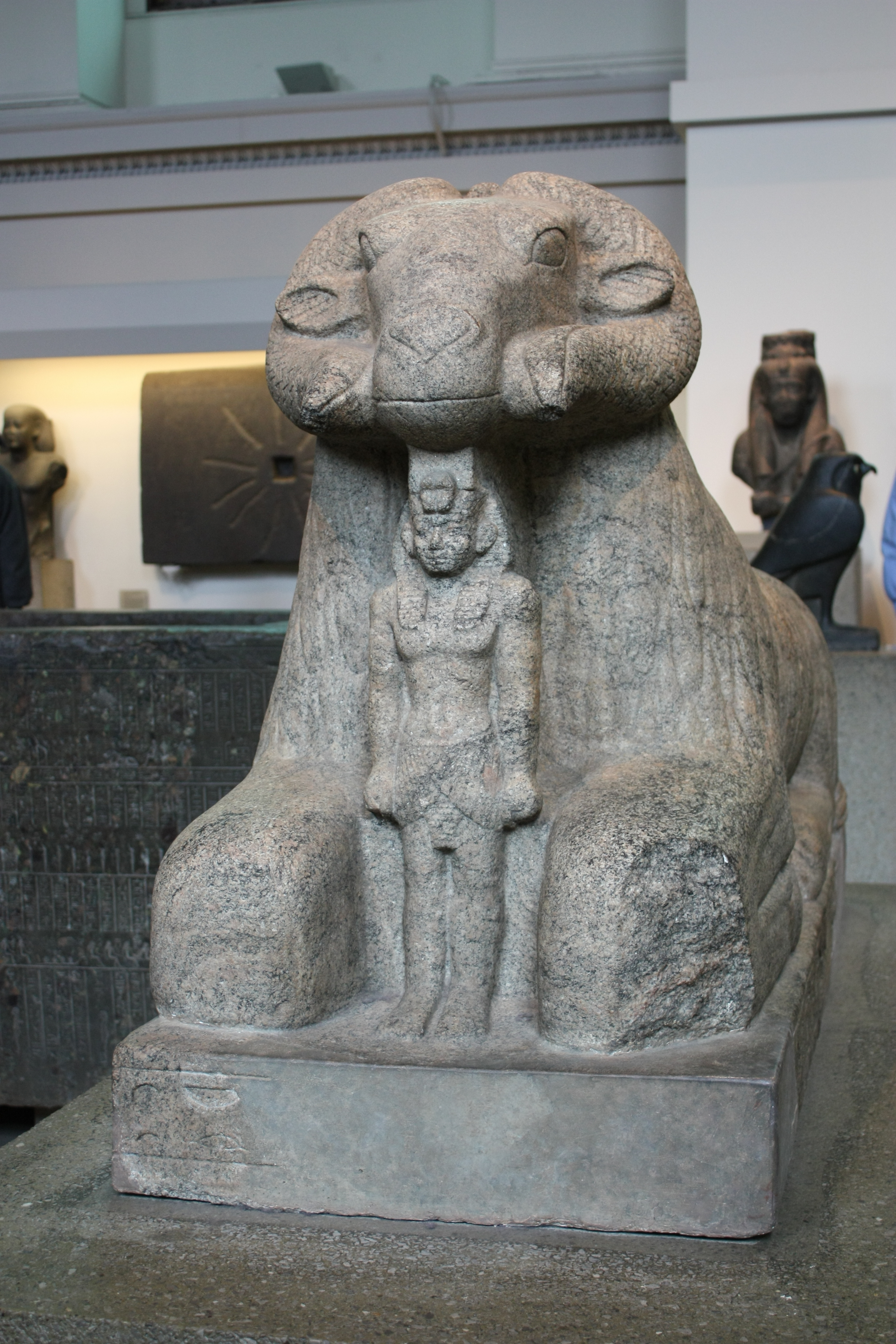
Lo stesso.
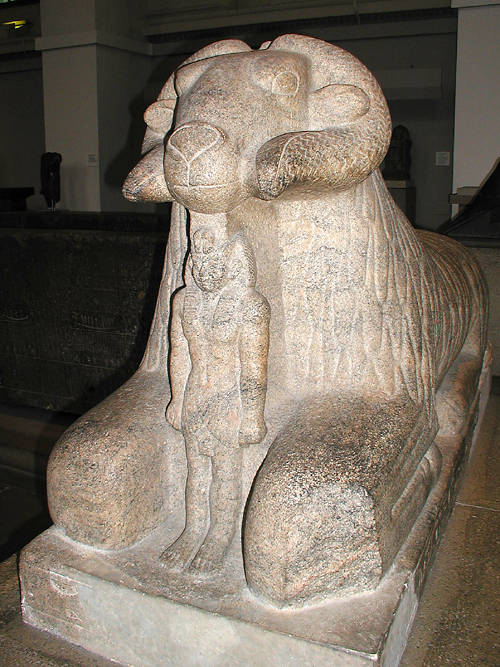
Lo stesso.